# Juan Hsin-Yi
Juan Hsin-Yi es una deportista taiwanesa que compitió en judo. Ganó dos medallas de bronce en el Campeonato Asiático de Judo de 2001, en las categorías de +78 kg y abierta.

## Palmarés internacional
| Representando a China Taipéi |                       |                   |           |
| Campeonato Asiático          |                       |                   |           |
| Año                          | Lugar                 | Medalla           | Categoría |
| 2001                         | Ulán Bator (Mongolia) | Medalla de bronce | +78 kg    |
| 2001                         | Ulán Bator (Mongolia) | Medalla de bronce | Abierta   |